# August Lambert
August Lambert (* 18. Februar 1916 in Kleestadt; † 17. April 1945 in Kamenz) war ein Schlachtflieger der deutschen Luftwaffe im Zweiten Weltkrieg sowie Träger des Ritterkreuzes des Eisernen Kreuzes.

## Militärische Laufbahn
August Lambert war als Leutnant bei der 5. Staffel im Schlachtgeschwader 2 an den Rückzugsgefechten der Wehrmacht auf der Krim-Halbinsel 1944 beteiligt. Aus dem einstigen Stuka-Geschwader entstand dabei ein mit neuen Maschinen ausgestattetes Jagdbomber-Geschwader, wobei im Gegensatz zu den älteren Stukas die jetzt eingesetzten Fw 190F in der Lage waren, nach Erfüllung ihres Hauptauftrags – der Erdkampfunterstützung – sich selbst gegen gegnerische Jagdflugzeuge zu verteidigen.
Lambert meldete in einem Zeitraum von nur drei Wochen den Abschuss von 70 sowjetischen Flugzeugen. Er wurde deshalb am 5. sowie am 8. Mai 1944 im Wehrmachtbericht genannt. In der Folge wurde er zum Oberleutnant befördert und am 14. Mai 1944 mit dem Ritterkreuz ausgezeichnet. Bis zu seinem Tod konnte Lambert bei etwa 350 Einsätzen im Krieg gegen die Sowjetunion 116 sowjetische Flugzeuge abschießen. Er gilt damit als der erfolgreichste Abfangjäger der deutschen Schlachtgeschwader und zeichnete für mehr als ein Drittel der Flugzeugabschüsse seiner Schlachtgruppe verantwortlich.

## Tod
Lambert übernahm 1945 die Position des Staffelkapitäns der 8. Staffel des Schlachtgeschwaders 77. Er startete mit anderen Fliegern am 17. April 1945 in seiner Fw 190F-8 vom Flugfeld in Kamenz. Kurz nach dem Start wurde die Staffel von amerikanischen Tieffliegern attackiert. Lambert wurde zusammen mit Leutnant Gerhardt Bauer von den P-51 Mustang abgeschossen und kam ums Leben.

## Auszeichnungen
- Eisernes Kreuz (1939) II. und I. Klasse
- Ritterkreuz des Eisernen Kreuzes am 14. Mai 1944[4]
- Deutsches Kreuz in Gold am 1. Oktober 1944[4]
- Frontflugspange für Kampf- und Sturzkampfflieger in Gold